# Xenotyphlops grandidieri
Xenotyphlops grandidieri е вид змия от семейство Xenotyphlopidae. Видът е критично застрашен от изчезване.

## Разпространение
Разпространен е в Мадагаскар.